# Rotala macrandra
Rotala macrandra är en fackelblomsväxtart som beskrevs av Emil Bernhard Koehne. Rotala macrandra ingår i släktet Rotala och familjen fackelblomsväxter. Inga underarter finns listade i Catalogue of Life.